# Campionat del Món de motocròs 1957
La temporada de 1957 del Campionat del Món de motocròs fou la 1a edició d'aquest campionat, organitzat per la FIM. El calendari oficial constava de 9 Grans Premis, celebrats entre el 5 de maig i el 25 d'agost.
Coincidint amb el canvi de nom del campionat (aquesta competició s'havia anomenat Campionat d'Europa de motocròs fins a 1956), la FIM aprofità per a instaurar també el Campionat d'Europa de motocròs en la categoria de 250cc, amb la denominació inicial de Coup d'Europe. Tal com estava establert per al Campionat del Món de motociclisme de velocitat de 250cc, les plaques porta-números de la motocicleta havien de ser verdes amb els números blancs.

## Sistema de puntuació
Barem de puntuació de 1952 a 1969:
| Posició | 1 | 2 | 3 | 4 | 5 | 6 |
| Punts   | 8 | 6 | 4 | 3 | 2 | 1 |

| Resultats que computen                         |
| 1/2 + 1 dels GP (cal acabar-hi les 2 mànegues) |

## 500 cc

### Classificació final
| Posició | Pilot           | Motocicleta  | Punts          |
| ------- | --------------- | ------------ | -------------- |
| 1       | Bill Nilsson    | Crescent-AJS | 34 net/40 brut |
| 2       | René Baeten     | FN           | 30 net/33 brut |
| 3       | Sten Lundin     | Monark       | 28 net/29 brut |
| 4       | Jeff Smith      | BSA          | 23 net         |
| 5       | Leslie Archer   | Norton       | ACT 20         |
| 6       | Auguste Mingels | Saroléa      | 17             |
| 7       | Nic Jansen      | Matchless    | 16             |
| 8       | John Draper     | BSA          | 10             |
| 9       | Hubert Scaillet | FN           | 7              |
| 10      | Broer Dirkx     | BSA          | 4              |

## I Copa d'Europa 250 cc

### Classificació final
| Posició | Pilot              | Motocicleta   | Punts          |
| ------- | ------------------ | ------------- | -------------- |
| 1       | Fritz Betzelbacher | Maico         | 36 net/38 brut |
| 2       | Willi Oesterle     | Maico         | 29 net/31 brut |
| 3       | Jaromir Cizek      | Jawa          | 25 net/27 brut |
| 4       | Alex Colin         | NSU           | 18             |
| 5       | Marcel Verhaegen   | BSA           | 16             |
| 6       | Rolf Müller        | Maico oficial | 15             |
| 7       | Brian Stonebridge  | Greeves       | 6              |
| 8       | Albert Voreux      | NSU           | 6              |
| 9       | Maurice Bloquet    | NSU           | 4              |
| 10      | Otto Walz          | Maico         | 4              |

Notes
1. ↑  D'altres fonts escriuen el cognom com a Betzlbacher.
2. ↑  D'altres fonts escriuen el cognom com a Cisek.

## Resum: Podi final 1957
|           | 500 cc       | 500 cc | 250 cc             | 250 cc |
| Campió    | Bill Nilsson | AJS    | Fritz Betzelbacher | Maico  |
| Subcampió | René Baeten  | FN     | Willi Oesterle     | Maico  |
| Tercer    | Sten Lundin  | Monark | Jaromir Cizek      | Jawa   |